# Adolf Kirchhoff
Pour les articles homonymes, voir Kirchhoff.
 (juin 2013).
Si vous disposez d'ouvrages ou d'articles de référence ou si vous connaissez des sites web de qualité traitant du thème abordé ici, merci de compléter l'article en donnant les références utiles à sa vérifiabilité et en les liant à la section « Notes et références ».
Johann Wilhelm Adolf Kirchhoff, né le 6 janvier 1826 à Berlin et mort le 27 février 1908 dans la même ville, est un philologue et helléniste allemand. Ce fut également un épigraphiste réputé. Il étudia notamment les runes germaniques.
Fils d'un peintre d'histoire, Johann Jakob Kirchhoff, il étudie la philologie classique à l'université de Berlin de 1842 à 1846, notamment auprès de Karl Lachmann et August Boeckh. Il enseigne dans plusieurs institutions avant d'être nommé en 1865 professeur de philologie classique à l'université de Berlin (université Frédéric-Guillaume, aujourd'hui Humboldt), où il demeure toute sa vie.

## Quelques travaux
Kirchhoff s'est particulièrement intéressé à l'analyse littéraire des textes grecs en particulier ceux d'Homère, ainsi qu'à l'épigraphie:
- Quaestionum Homericarum particula (Berlin 1846)
- Die Homerische Odyssee und ihre Entstehung (Berlin 1859)
- Die Komposition der Odyssee, (Berlin 1869),
- Die Homerische Odyssee (Berlin 1879)
- Textes choisis sur Plotin (Leipzig 1856, 2 vol.),
- Textes choisis Euripide (Berlin 1855, 2 vol.)
- Textes choisis sur Hérodote (Berlin 1867-68, 3 vol.)
- Über die Abfassungszeit des Herodotischen Geschichtswerks (Berlin 1868, 2e éd. 1878 sous le titre Über die Enstehungszeit des Herodotischen Geschichtswerks),
- Textes choisis sur Xénophon De republica Atheniensium (Berlin 1874, 2e éd. 1881),
- Textes choisis sur Eschyle (Berlin 1880).

Parmi ses études épigraphiques: 
- Die umbrischen Sprachdenkmäler (Berlin 1849-51, 2 vol.)
- Das Stadtrecht von Bantia (Berlin 1853).
- Das gotische Runenalphabet (Berlin 1852)
- Die fränkischen Runen (in Moriz Haupts Zeitschrift für deutsches Altertum, 1855).

Il a collaboré au Corpus inscriptionum graecarum au deuxième fascicule du quatrième volume (qui comprend des inscriptions chrétiennes, Berlin 1859)  et a mené à bien toute l'édition. Il a dirigé également, à la demande de l'Académie, le Corpus inscriptionum atticarum, dont il préparé le premier volume (qui comprend des inscriptions antérieures à Euclide, 1873), et rédigé: Studien zur Geschichte des griechischen Alphabets (Berlin. 1863, 4. Aufl. 1887).
Adolf Kirchhoff a participé à la rédaction de la revue Hermes entre 1866 et 1881.

## Tableaux et cartes d'après Kirchhoff
|  |  |